# Campionati svedesi di sci alpino 1963
Ai Campionati svedesi di sci alpino 1963 furono assegnati i titoli di discesa libera, slalom gigante e slalom speciale, sia maschili sia femminili.

## Risultati
| Specialità      | Uomini           | Donne              |
| --------------- | ---------------- | ------------------ |
| Discesa libera  | Bengt-Erik Grahn | Kerstin Jacobsson  |
| Slalom gigante  | Bengt-Erik Grahn | Kathinka Frisk     |
| Slalom speciale | Bengt-Erik Grahn | Vivi-Anne Wassdahl |